# Ophiura meridionalis
Ophiura meridionalis är en ormstjärneart som först beskrevs av George Richard Lyman 1879.  Ophiura meridionalis ingår i släktet Ophiura och familjen fransormstjärnor. Inga underarter finns listade i Catalogue of Life.